# Gagliano del Capo
Gagliano del Capo là một đô thị và thị xã của Ý. Đô thị này thuộc tỉnh Lecce trong vùng Apulia. Gagliano del Capo có diện tích 16 km2, dân số theo ước tính năm 2005 của Viện thống kê quốc gia Ý là người. 
Các đơn vị dân cư: San Dana, Arigliano.
Đô thị Gagliano del Capo giáp với các đô thị: